# Gia Darling

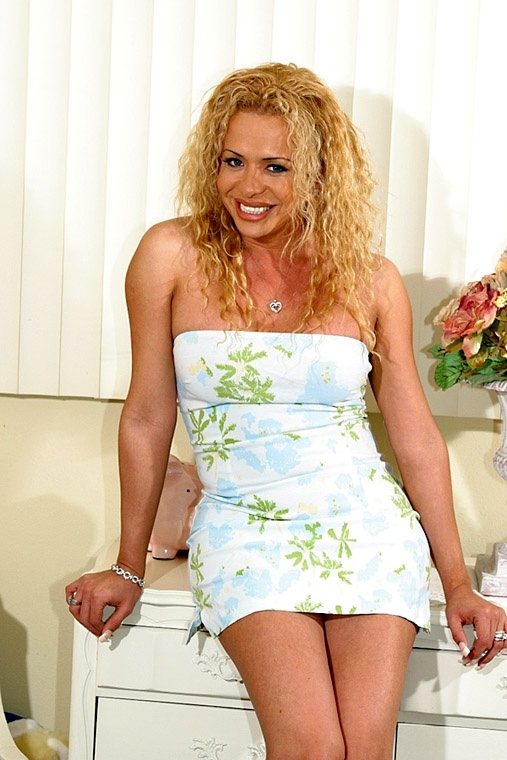
Gia Darling

Gia Darling (* 30. Juli 1977 in Guatemala) ist eine amerikanische transgeschlechtliche Pornodarstellerin.

## Leben
Gia Darling wurde im Alter von zwei Jahren von ihrer Adoptivmutter in den USA aufgenommen und zog mit ihr mit drei Jahren nach Valencia, Kalifornien, wo sie aufwuchs.
Ihre femininen Züge bereiteten ihr in der Schulzeit Probleme, so dass sie mit 15 Jahren anfing, als Frau zu leben und Hormone zu nehmen. Seitdem hat sie bereits mehr als 100 Schönheitsoperationen durchführen lassen. Über einen Pornoregisseur kam sie nach der Schulzeit mit dem Pornobusiness in Kontakt und bekam ihre ersten Filmrollen. Später erlernte sie von ihm auch die Arbeit hinter der Kamera. Dadurch gründete sie ihre eigene Produktionsfirma „Gia Darling Entertainment“, mit der sie heute u. a. die Reihe „Transsexual Heart Breakers“ produziert.
Darling trat auch schon in mehreren amerikanischen Talkshows auf, darunter in der Jerry Springer Show, bei Maury Povich und Jenny Jones. Zudem war sie als erste Transsexuelle in den US-Ausgaben der Magazine Playboy und Hustler zu sehen.

## Auszeichnungen
- 2006: AVN Award als Transsexual Performer of the Year[1]
- 2011: Aufnahme in die AVN Hall of Fame
- 2012: Tranny Award für Lifetime Achievement

## Filmografie
Darling spielte in einer Reihe erfolgreicher Transgender-Pornofilme mit, darunter:
- Naughty Transsexual Nurses
- Transsexual Beauty Queens (1–9)
- Transsexual Heart Breakers (1–33)

In dem Action-Thriller The Life (2003) hatte Gia Darling eine Hauptrolle: Sie spielte sich praktisch selbst.